# 本朝世紀
『本朝世紀』（ほんちょうせいき）は、平安時代末期に編纂された歴史書。『日本三代実録』に続くことを期待されたが、大部分が未定稿に終わった。

## 概要
『六国史』の後を継ぐ史書として、鳥羽上皇の命により、信西（藤原通憲）が久安6年（1150年）冬から編纂を開始した。成立は1150年から1159年。全20巻。
『六国史』の最後となった『日本三代実録』に続くもので、宇多天皇の877年以降、近衛天皇（在位1141年 - 1155年）までを扱う。本文は、外記日記といった政府の公日記を土台としており、さらに外記官人の私日記などを補足的に使用していた。信西が平治の乱（1159年）で死亡したため、未定稿に終わったうえ、多くが散逸している。内容は、朝廷の儀式や政務に関わるものが記載されている。現存しているのは935年 - 1153年のうち一部であるが、同時代の歴史・世相風俗を伝える好史料である。さらに未完とはいえ『六国史』以後のまとまった史書として、かつ現在残り少ない宮府の記録の遺文として高い価値を持つ。

## 受容
完成していた部分は宇多天皇の時期の箇所であったとされる。その他、十七代の天皇の国史は未定稿であった。しかし完成部分は室町時代までで姿を消し、反対に未定稿箇所が転写されるなどによって世に流布することとなった。江戸時代に入ると、霊元天皇は伏見宮家に伝わった本朝世紀を廷臣に命じて書写させ、さらに江戸幕府へ書写本を送ったりした。以降、本朝世紀は再び世に知られるようになり、江戸中期以降は廷臣や学者によってさらに書写がおこなわれ流布した。
翻刻は『新訂増補 国史大系』などに収められている。同書では、鎌倉時代の写しとされる伏見宮家本および旧制第一高等学校に所蔵されていた一高本を底本としている。